# ريتشارد كوتن
ريتشارد كوتن (بالإنجليزية: Richard Cotton)‏ هو عالم وراثة أسترالي، ولد في 10 نوفمبر 1940 في وانجارتا في أستراليا، وتوفي في 14 يونيو 2015 في ملبورن في أستراليا.